# Équipe de France de rugby à XV en 1961
L'équipe de France de rugby à XV, en 1961, dispute quatre matchs lors du tournoi des Cinq Nations, et un match face à l'Italie. Elle part en tournée dans l'hémisphère sud, disputant trois tests face aux All Blacks et un face aux Wallabies. Elle finit l'année par un match face à la Roumanie.

## L'année du XV
Menée par leur capitaine François Moncla, qui terminera sa carrière internationale cette année, l'équipe s'articule autour d'une « charnière » constituée de Pierre Albaladejo à l'ouverture et de Pierre Lacroix à la mêlée.
Gérard Bouguyon  est la révélation de l'année dans un pack toujours mené par Amédée Domenech. Effectuant sa première sélection contre l'Afrique du Sud, il sera de presque toutes les rencontres de l'année en seconde ligne (souvent associé à Jean-Pierre Saux ou en tant que pilier. Michel Crauste,  Michel Celaya et François Moncla constituent la troisième ligne type de l'année 1961.
André Boniface et son frère Guy sont associés pour la première fois au centre lors du test-match du 22 juillet. André n'avait plus été appelé en équipe de France depuis l'arrivée de son frère l'année précédente.
À l'arrière, une transition s'effectue entre Michel Vannier, 30 ans et Claude Lacaze, 21 ans, frère de Pierre Lacaze qui occupa le même poste à 7 reprises entre 1959 et 1960.
Première sélection pour Gérard Bouguyon, Guy Calvo, Guy Camberabero, Marcel Cassiède, Pierre Cazals, Louis Echave, Jean Gachassin, Claude Lacaze, Jean Laudouar, René Le Bourhis, Roland Lefèvre, Henri Marracq, Jean Piqué, Serge Plantey, Marcel Puget.
Dernière sélection pour Michel Celaya (50 sél.) , Michel Vannier (43 sél.), François Moncla (31 sél.), Gérard Mauduy (7 sél.), Serge Méricq (5 sél.) et Roland Crancée.

### Le Tournoi des cinq Nations
voir Tournoi des cinq nations 1961 et La France dans le tournoi des cinq nations 1961
L'Équipe de France de rugby à XV remporte le Tournoi des cinq nations 1961 qu'elle termine, comme l'année précédente, invaincue (7 points  - 3 victoires et 1 match nul).
C'est le cinquième titre (le troisième consécutif) pour le XV de France.
Pierre Albaladejo est le meilleur marqueur français du tournoi avec 14 points (dont 8 face à l'Écosse).

### Les test-matchs
La venue en France des Springboks était très attendue des deux côtés. Désireux de venger l'affront subi en 1958 (victoire de la France 5-9 à l'Ellis Park Stadium de Johannesbourg), ce « match du siècle » selon certains commentateurs de l'époque¹ se termine sur un résultat nul (0-0) au terme d'une partie d'une très grande intensité. L'arrière du XV de France, Michel Vannier, héros malheureux de la tournée de 1958, livra un match exceptionnel et sera porté en triomphe à la fin de la rencontre par des supporters.
Les Bleus feront ensuite match nul contre le XV de la rose et finira par une traditionnelle victoire contre l'Italie. 
Le XV de France part en juillet en tournée dans l'hémisphère sud. Il perd ses trois confrontations contre les All Blacks bien que les deux premières rencontres aient été plutôt équilibrées. Le deuxième test-match eut lieu à Wellington et se déroula sous un vent très fort. Ayant marqué le premier essai en deuxième mi-temps, les Français sont rejoints au score puis dépassés grâce à une transformation incroyable de Don Clarke. Enfin pour le dernier match de cette tournée, les Français l'emportent en Australie (8-15). 
La saison se termine par un match nul contre la Roumanie, à Bucarest.

## Tableau des matchs
| Date             | Lieu                | Adversaire       | Score  | Type              | Équipe |
| 7 janvier 1961   | Colombes            | Écosse           | V 11-0 | Tournoi 5 Nations | Roger Martine - Jean Dupuy, Jacques Bouquet, Guy Boniface, Jean Gachassin - (o) Pierre Albaladejo - (m) Pierre Lacroix - François Moncla (cap), Roland Crancée, Michel Crauste - Louis Echave, Michel Celaya - Alfred Roques, Jean de Grégorio, Amédée Domenech 1 Essai (Boniface) - 1 Transformation (Albaladejo) - 1 Drop (Albaladejo) - 1 Pénalité (Albaladejo)       |
| 18 février 1961  | Colombes            | Afrique du Sud   | N 0-0  | Test-match        | Michel Vannier - Henri Rancoule, Guy Boniface, Jacques Bouquet, Jean Dupuy - (o) Pierre Albaladejo - (m) Pierre Lacroix - François Moncla (cap), Michel Celaya, Michel Crauste - Jean-Pierre Saux, Gérard Bouguyon - Alfred Roques, Jean de Grégorio, Amédée Domenech |
| 25 février 1961  | stade de Twickenham | Angleterre       | N 5-5  | Tournoi 5 Nations | Michel Vannier - Henri Rancoule, Guy Boniface, Jacques Bouquet, Jean Dupuy - (o) Pierre Albaladejo - (m) Pierre Lacroix - Michel Crauste, Michel Celaya, François Moncla (cap) - Jean-Pierre Saux, Gérard Bouguyon - Alfred Roques, Jean de Grégorio, Amédée Domenech 1 Essai (Crauste) - 1 Transformation (Vannier)                                                     |
| 25 mars 1961     | Colombes            | Galles           | V 8-6  | Tournoi 5 Nations | Michel Vannier - Henri Rancoule, Guy Boniface, Jacques Bouquet, Gérard Mauduy - (o) Pierre Albaladejo - (m) Pierre Lacroix - Michel Crauste, Michel Celaya, François Moncla (cap) - Jean-Pierre Saux, Gérard Bouguyon - Alfred Roques, Jean de Grégorio, Amédée Domenech 2 Essais (Boniface, Saux) - 1 Transformation (Vannier)                                          |
| 2 avril 1961     | Chambéry            | Italie           | V 17-0 | Test-match        | Michel Vannier - Henri Rancoule, Guy Boniface, Jacques Bouquet, Gérard Mauduy - (o) Roger Martine - (m) Marcel Puget - François Moncla (cap), Michel Celaya, Michel Crauste - Jean-Pierre Saux, Gérard Bouguyon - Alfred Roques, Jean de Grégorio, Amédée Domenech 4 Essais (Boniface, Rancoule, Bouquet, Domenech)) - 1 Transformation (Vannier) - 1 Pénalité (Vannier) |
| 15 avril 1961    | Dublin              | Irlande          | V 3-15 | Tournoi 5 Nations | Michel Vannier - Serge Méricq, Guy Boniface, Jacques Bouquet, Jean Gachassin - (o) Pierre Albaladejo - (m) Pierre Lacroix - Michel Crauste, Michel Celaya, François Moncla (cap) - Jean-Pierre Saux, Gérard Bouguyon - Amédée Domenech, Jean de Grégorio, Alfred Roques 1 Essai (Gachassin) - 2 Drops (Albaladejo, Bouquet) - 2 Pénalités (Albaladejo, Vannier)          |
| 22 juillet 1961  | Auckland            | Nouvelle-Zélande | D 13-6 | Test-match        | Michel Vannier - Guy Calvo, André Boniface, Guy Boniface, Henri Rancoule - (o) Pierre Albaladejo - (m) Pierre Lacroix - François Moncla (cap), Michel Celaya, Michel Crauste - Jean-Pierre Saux, Gérard Bouguyon - Pierre Cazals, Jean Laudouar, Amédée Domenech 2 Drops (Albaladejo)                                                                                    |
| 5 août 1961      | Wellington          | Nouvelle-Zélande | D 5-3  | Test-match        | Claude Lacaze - Henri Rancoule, Guy Boniface, Jean Piqué, Jean Dupuy - (o) Pierre Albaladejo - (m) Pierre Lacroix - François Moncla (cap), Roland Lefèvre, Michel Crauste - Jean-Pierre Saux, Michel Celaya - Gérard Bouguyon, Jean Laudouar, Amédée Domenech 1 Essai (Dupuy)                                                                                            |
| 19 août 1961     | Christchurch        | Nouvelle-Zélande | D 32-3 | Test-match        | Claude Lacaze - Jean Piqué, André Boniface, Guy Boniface, Guy Calvo - (o) Guy Camberabero - (m) Pierre Lacroix - François Moncla (cap), Michel Celaya , Michel Crauste - Jean-Pierre Saux, Marcel Cassiède - Amédée Domenech, Jacques Rollet, Gérard Bouguyon 1 Essai (Crauste)                                                                                          |
| 26 août 1961     | Sydney              | Australie        | V 8-15 | Test-match        | Michel Vannier - Claude Lacaze, André Boniface, Jean Piqué, Serge Plantey - (o) Pierre Albaladejo - (m) Pierre Lacroix - Michel Crauste (cap), Amédée Domenech, Michel Celaya - Jean-Pierre Saux, Marcel Cassiède - Gérard Bouguyon, Jacques Rollet, Pierre Cazals 3 Essais (Piqué, Lacroix, Bouguyon) - 2 Drops (Albaladejo)                                            |
| 12 novembre 1961 | Bayonne             | Roumanie         | N 5-5  | Test-match        | Claude Lacaze - Jean Dupuy, André Boniface, Guy Boniface, Christian Darrouy - (o) Jacques Bouquet - (m) Pierre Lacroix - Michel Crauste (cap), Michel Celaya, Henri Marracq - Marcel Cassiède, René Le Bourhis - Pierre Cazals , Jean Laudouar, Amédée Domenech 1 Essai (Marracq) - 1 Transformation (Lacaze)                                                            |